# Luise von Göchhausen

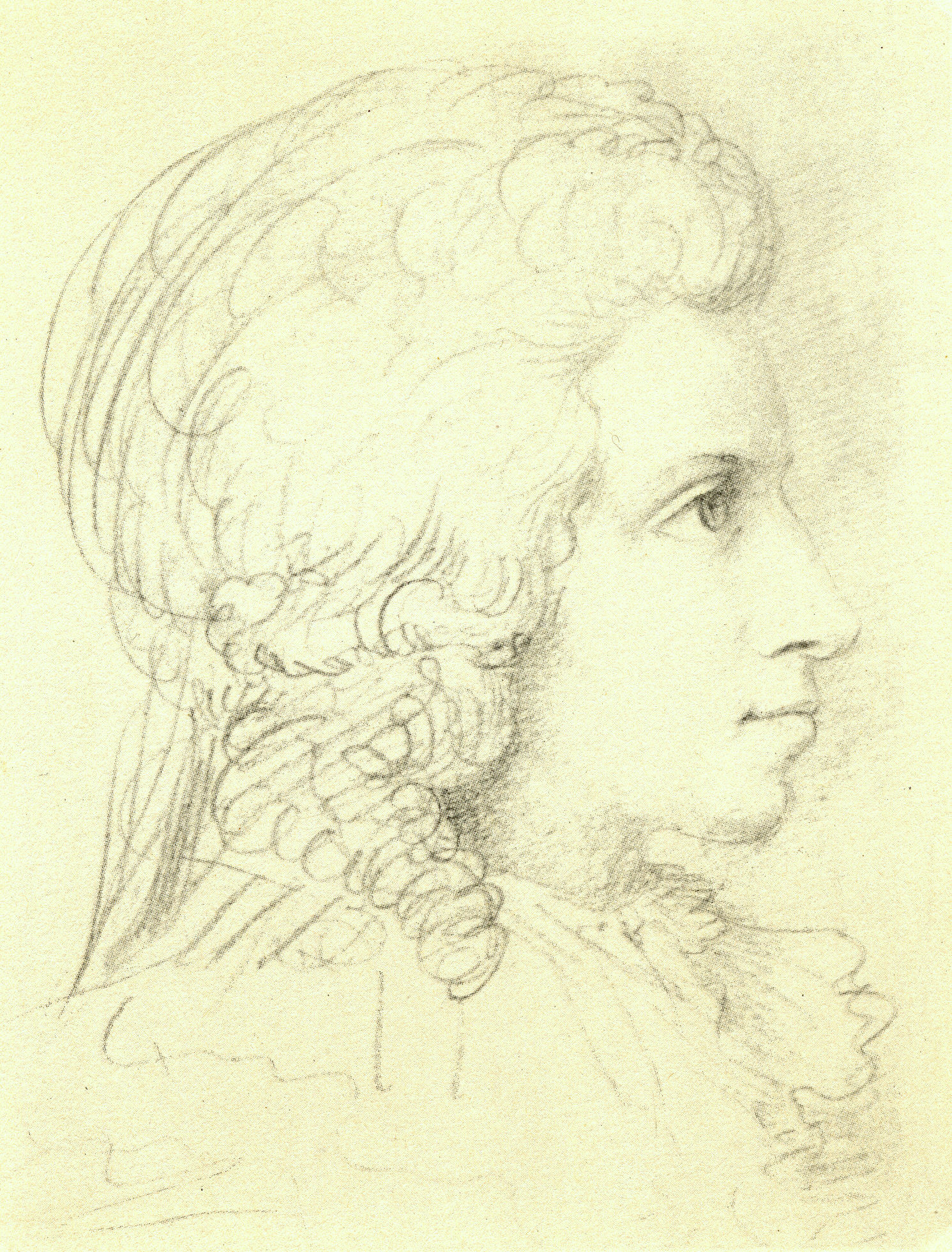
Luise von Göchhausen – Zeichnung von Johann Wolfgang von Goethe, um 1780

Luise von Göchhausen (eigentlich Luise Ernestine Christiane Juliane von Göchhausen; * 13. Februar 1752 in Eisenach; † 7. September 1807 in Weimar) war Erste Hofdame der Herzogin Anna Amalia von Sachsen-Weimar-Eisenach.

## Leben

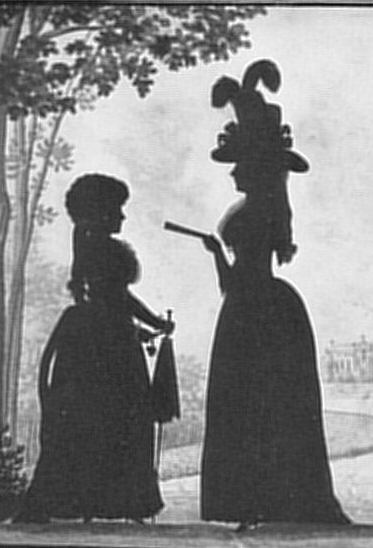
Herzogin Anna Amalia (rechts) mit ihrer ersten Hofdame Luise von Göchhausen (links) im Park – Getuschte Silhouette von Starke um 1780

Sie war die Enkelin des Oberjägermeisters Hermann Friedrich von Göchhausen (1663–1733). Luise von Göchhausen war von Kind auf klein und buckelig und hatte kaum Chancen, eine standesgemäße Verbindung einzugehen. Darum war sie glücklich, dankbar und treu ergeben, 1783 in den Kreis der Hofdamen von Weimar aufgenommen zu werden. Die Herzogin schätzte sie sehr wegen ihres Humors, ihrer Klugheit und ihrer Schlagfertigkeit. Mitunter konnte sie auch boshaft sein. Obwohl häufig Opfer von Streichen im Freundeskreis, war sie nicht nachtragend.
Zu Johann Wolfgang von Goethe hatte Luise von Göchhausen rasch ein gutes Verhältnis. Er bediente sich oft ihrer „mobilen Feder“. Sie fertigte die Abschriften des Tiefurter Journals aus dem literarischen Zirkel der Herzogin und des sogenannten Urfausts an. Goethe überließ ihr nach seinen Vorleseabenden mehrfach Manuskripte zur Abschrift. Darunter waren unter anderem auch die ersten Szenen der Faust-Dichtung, die er in einem Anfall wie so manches vernichtete. Somit galten sie als verschollen.
Goethe ließ sich von ihr die briefliche Anrede Liebster aller Geheimen Räthe! gefallen.  Am 17. Oktober 1790 schreibt Goethe aus Weimar an Knebel: Die Herzogin-Mutter ist schon seit einem Jahr mit der Göchhausen radikaliter broulliert [entzweit], es ist nicht möglich, daß sich das Verhältniß wieder herstelle; die Herzogin wünscht sie je eher je lieber loszuwerden. Auch wenn einige Zeit nicht von einer Versöhnung ausgegangen wurde, versöhnten sich die beiden Frauen doch wieder.
1780 bezog Herzogin Anna Amalia mit zwei Dienern das Obergeschoss des Tiefurter Schlosses. Ihre Hofdame Luise von Göchhausen wurde im Nebengebäude untergebracht. Während Napoleon auch das Weimarer Herzogtum bedrohte und besetzte, gingen die Herzogin und ihre Erste Hofdame für kurze Zeit ins Exil. Luise von Göchhausen starb fünf Monate nach dem Tod ihrer Herzogin.

## Nachlass und Rezeption
1887 wurden die von Luise von Göchhausen abgeschriebenen Szenen des Faust, die man längst verschollen glaubte, in ihrem Nachlass gefunden. In der Freude über diesen Fund gab man den Szenen die Bezeichnung Urfaust, die sich – wenn auch umstritten – bis heute gehalten hat.
Ein im Auftrag des Mitteldeutschen Rundfunks (MDR) und der Klassik Stiftung Weimar durchgeführtes groß angelegtes Forschungsprojekt, im Rahmen dessen geklärt werden sollte, ob einer der beiden als Schillerschädel ausgezeichneten Totenköpfe in der Weimarer Fürstengruft wirklich zu Schiller gehört, hatte im Frühjahr 2008 zum Ergebnis, dass der sogenannte Froriep-Schädel Luise von Göchhausen zuzuordnen sei.